# أركوي (مدينة)
أركوي (بالفرنسية: Arcueil)‏ هي مدينة فرنسية تقع في الضواحي الجنوبية لمدينة باريس.